# Чистоводівка
Чистово́дівка (в давнину — Вітрівка) — село в Україні, в Куньєвській сільській громаді Ізюмського району Харківської області. Населення становить 793 осіб.

## Географія
Село Чистоводівка розташоване на річці Мокрий Ізюмець, вище за течією на відстані 2 км розташоване село Жовтневе, нижче за течією на відстані 3,5 км — село Липчанівка, за 2 км на протилежному березі — колишнє село Майське. На річці велика загата (~ 80 га).

## Історія
1750 — дата заснування.
Село Чистоводівка виникло в кінці XVII століття, його заснувала козача старшина. В переказах дійшли до нашого часу вісті, що Чистоводівка називалась спершу Вітрівкою, де стояло лише декілька хатинок — мазанок з невеликими вікнами. Коло хат стояли хліви, вкриті очеретом.
Масове заселення краю почалося з посиленням феодального і національного гніту на Правобережній Україні, село поповнилось вільними поселенцями.
Сучасна назва села походить від слів «чиста вода», за даними геологічних досліджень село Чистоводівка стоїть над потужними підземними ріками з питною водою, які в час заснування села виходили на поверхню двома великими озерами, які сьогодні зникли.

### Голодомор
Село дуже постраждало від Голодомору 1932—1933 років. Збереглися свідчення Катерини Іванівни Шиліної, уродженки села Прилєпи Болховського району Орловської області Росії:
|  | У 1933 році приїхали до нас люди з України, які вербували нас до Чистоводівки, бо там людей багато померло і нікому було працювати в полі. Так ми з сім'єю в січні 1934 року переїхали жити в село Чистоводівка. Везли з собою і зерно, і худобу, і інші продукти. Приїхали і аж моторошно стало. Село було майже пустим. Нас приїхало багато родин. Ми поселилися в пустих хатах. Багато людей ходили пухлими. Ми ділилися з ними харчами. Ось так і жили |

### Німецько-радянська війна
22 червня 1941 року мирне життя чистоводян було перерване нападом нацистської Німеччини. На зборах села селяни висловили свою готовність захищати свою Вітчизну. На всіх фронтах німецько-радянської війни мужньо бились і чистоводяни. На фронт із села пішли 180 осіб, 144 з них загинули.
В 1941 році для боротьби з нацистами в селі була створена підпільна група, але діяла вона півтора року, потім розпалась. В неї входили: Кузьма Романович Гришко, Василь Павленко, Григорій Іванович Ватула та інші.
В 1943 році, визволяючи село від нацистів, загинуло сім солдатів. Вони були поховані на кладовищах, а потім їхні тіла були перезахоронені в братській могилі в центрі села.
Ось їх імена:
- рядовий Дятлов Євсій Федорович
- рядовий Старостенко Семен
- старший сержант Манишев Володимир Васильович
- гвардії рядовий Чиркін Григорій
- майор Аваков Тигран Аванесович
- гвардії старший сержант Удовик Михайло
- молодший лейтенант Жданов Василь Романович

В селі встановлено пам'ятник на братській могилі воїнів-визволителів. Значний вклад у Перемогу внесли і трудівники села, які трудились на трудовому фронті. Причому це робилося руками підлітків, жінок, літніх людей, які замінили на робочих місцях тих, хто пішов на війну.

## Населення
Згідно з переписом УРСР 1989 року чисельність наявного населення села становила 780 осіб, з яких 349 чоловіків та 431 жінка.
За переписом населення України 2001 року в селі мешкали 784 особи.

### Мова
Розподіл населення за рідною мовою за даними перепису 2001 року:
| Мова            | Кількість | Відсоток |
| --------------- | --------- | -------- |
| українська      | 760       | 95.84%   |
| російська       | 24        | 3.02%    |
| вірменська      | 5         | 0.63%    |
| угорська        | 2         | 0.25%    |
| білоруська      | 1         | 0.13%    |
| інші/не вказали | 1         | 0.13%    |
| Усього          | 793       | 100%     |

## Економіка
- На території села діють такі фірми як ТОВ «Сатурн-1», ПП «Золота Нива-1». СФГ «Росток»;працюють три приватні магазини.

## Об'єкти соціальної сфери
- В селі працює Чистоводівський НВК з дитячим дошкільним закладом на 25 місць, фельдшерсько-акушерський пункт, відділення зв'язку, клуб на 100 місць, бібліотека з книжковим фондом 12,6 тисячі екземплярів. В селі функціонує АТС на 122 номери, майже всі вулиці в селі мають тверде покриття. Село майже повністю газифіковане, має два водогони централізованої поставки питної води.

## Також
- Перелік населених пунктів, що постраждали від Голодомору 1932—1933 (Харківська область)